# СУ-5
СУ-5 — советская лёгкая самоходная артиллерийская установка (САУ) класса самоходных гаубиц, созданная на базе танка Т-26.
Являлась разработкой так называемого «малого триплекса», оптимизацией компоновки САУ, моделей СУ-5-1, СУ-5-2, СУ-5-3.

## История
5 августа 1933 года было принято постановление РВС СССР «Система артвооружения РККА на вторую пятилетку», в котором предусматривалось создание «малого триплекса» (трёх типов артиллерийских орудий, установленных на единое шасси). Во исполнение этого решения, весной 1934 года Ленинградский завод опытного машиностроения № 185 имени С. М. Кирова начал разрабатывать самоходное артиллерийское орудие СУ-5 на шасси танка Т-26.
К осени 1934 года конструкторское бюро завода под руководством П. Н. Сячинтова изготовило три самоходно-артиллерийских установки: СУ-5-1, СУ-5-2 и СУ-5-3 — различавшихся, в основном, вооружением. Заводские испытания всех трёх машин прошли с 1 октября до 29 декабря 1934 года.
Производство серийных СУ-5-2 было начато в конце 1935 года, когда сдали первые 4 машины из установочной партии. К лету 1936 года были выпущены еще 6 установок, две из которых отправили на войсковые испытания. К концу года собрали еще 20 единиц, после чего производство СУ-5-2 было прекращено и дальнейшие работы по программе «малый триплекс» были остановлены.

## Варианты и модификации
- СУ-5-1 — вариант с 76-мм орудием обр. 1902/30 гг. Боекомплект — 8 снарядов. Поскольку по результатам испытаний были выявлены преимущества АТ-1, СУ-5-1 не приняли на вооружение[1].
- СУ-5-2 — вариант с 122-мм гаубицей обр. 1910/30 гг. Боекомплект — 4 снаряда и 6 зарядов[1]. СУ-5-2 выпускались малой серией, всего был выпущен 31 экземпляр.
- СУ-5-3 — вариант с 152-мм мортирой обр. 1931 г., изготовлен один опытный образец, который успешно прошёл заводские испытания в конце 1934 года и даже участвовал в параде на Красной площади. В 1935 году от серийного производства СУ-5-3 было решено отказаться, поскольку шасси танка Т-26 оказалось недостаточно прочным для нормальной эксплуатации орудия столь значительного калибра.

## Эксплуатация и боевое применение
Летом 1938 года пять СУ-5-2 применялись РККА во время боевых действий у озера Хасан. Хотя боевое применение СУ-5-2 из состава 2-й механизированной бригады РККА в боях у озера Хасан было непродолжительным, в документах военного командования отмечено, что самоходные орудия «оказали большую поддержку пехоте и танкам».
В сентябре 1939 года одна батарея СУ-5 (из состава 32-й танковой бригады РККА) принимала участие в польском походе, машины прошли маршем 320 км, но в боевых действиях участия не принимали.
Наличие Т-26 СУ-5 в Красной армии на 1 июня 1941 года
| Принадлежность | Категория | Категория | Категория | Всего |
| Принадлежность | 2-я       | 3-я       | 4-я       | Всего |
| -------------- | --------- | --------- | --------- | ----- |
| ЗОВО           | 3         | 1         | 4         | 8     |
| КОВО           | 5         | 3         | 1         | 9     |
| ДВФ            | 8         | 3         |           | 11    |
| Всего          | 16        | 7         | 5         | 28    |

Ещё 2 серийные машины были вне ВО и находились где-то в Ленинградской области, а все три прототипа — в музее в Кубинке. Информации об их распределении по воинским частям крайне мало. Известно, что на 1 мая 1941 года в 34-й танковой дивизии КОВО числились 3 "Т-26 СУ-5", из них только одна машина была боеспособной, две другие относились к 3-й категории.
В дальнейшем, после начала Великой Отечественной войны самоходки СУ-5 участвовали в боях лета 1941 года. Также, судя по журналу боевых действий 122 танковой бригады 54 армии, как минимум 2 Су-5 участвовали в боях в районе Синявино в сентябре 1941 года (судя по всему, это были те самые две установки, которые не числились в РККА к июню 1941).

## В сувенирной и игровой индустрии
САУ СУ-5 представлена в следующих играх:
- World of Tanks (4 уровень представлены все 3 варианта как один под названием СУ-5);
- War Thunder (1 ранг, БР 1.0, представлен вариант СУ-5-1).